# 静浦バイパス
静浦バイパス（しずうらバイパス）は、静岡県伊豆の国市から沼津市に至る、延長6.9 kmの国道414号バイパスである。2023年（令和5年）3月27日に、沼津大平ICから島郷橋交差点までの第1期工区2.5 kmが暫定2車線で供用開始されている。

## 概要

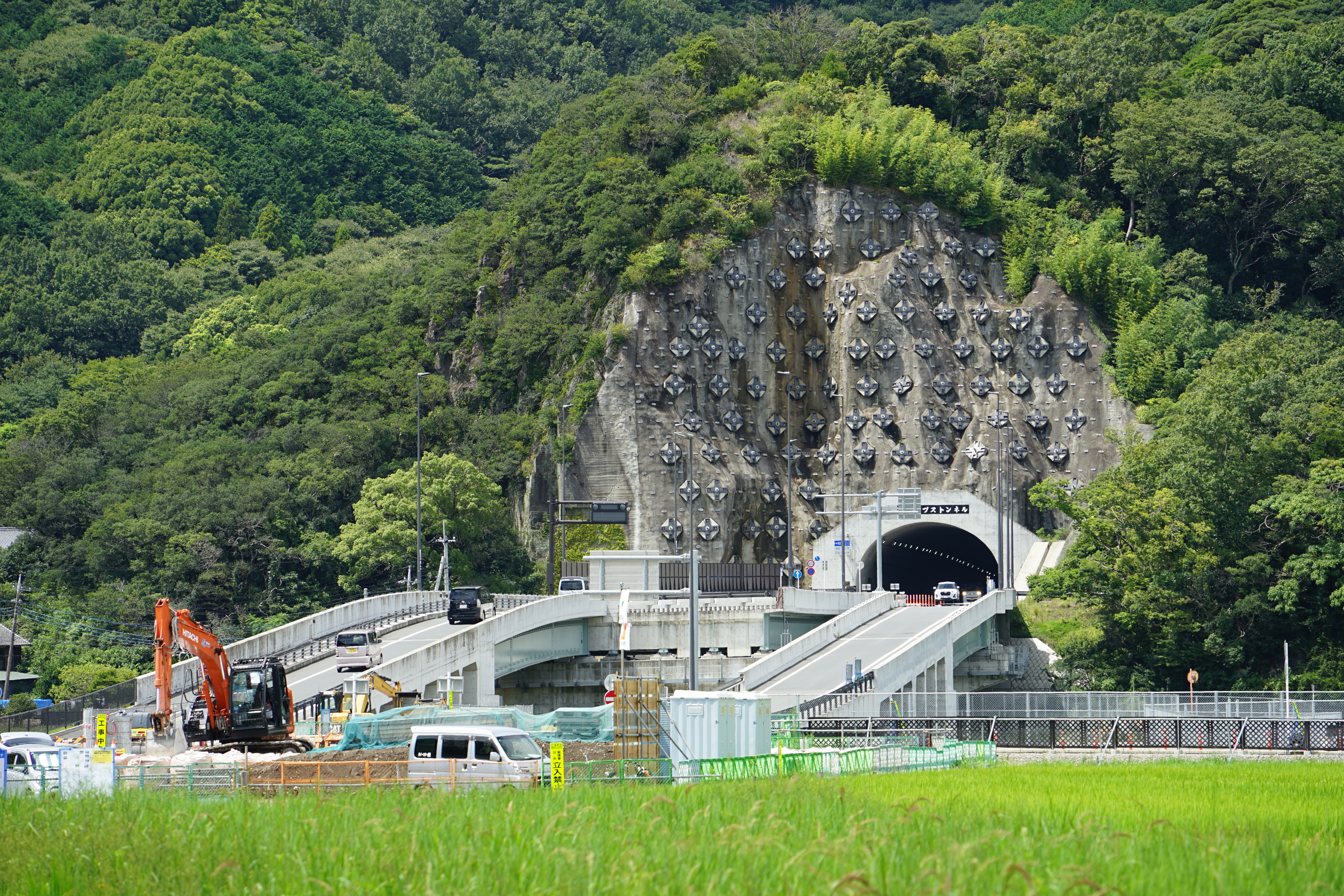
沼津市大平側の沼津アルプストンネル（2024年8月）

国道414号の沼津市下香貫から伊豆の国市南江間の間（特に沼津市静浦地区）は狭隘区間が多く、通勤時や観光シーズン時に慢性的な渋滞が発生しているため、その解消を目的に計画された。沼津市口野から沼津市下香貫までの約5.1 kmが事業化されており、そのうち第1期工区2.5 km（沼津市大平 - 沼津市下香貫）が2023年（令和5年）3月27日に暫定2車線で供用開始した。
残る未整備区間約4.4 km（第2期工区）については、後述するように有料道路事業を活用して整備する予定で、2038年開通予定である。

## 路線データ
- 起点：静岡県伊豆の国市南江間（伊豆中央道長岡北IC）[1]
- 終点：静岡県沼津市下香貫島郷（島郷橋交差点）
- 延長：6.9 km（計画時は7.9 km）
  - 暫定計画：6.9 km（沼津市下香貫 - 伊豆の国市南江間）
  - 第1期工区：2.5 km（沼津市下香貫 - 沼津市大平）
  - 第2期工区：4.4 km（沼津市大平 - 伊豆の国市南江間）
- 規格
  - 第4種第1級（沼津市下香貫地区 - 伊豆の国市南江間地区）
  - 第3種第2級（沼津市下香貫地区 - 同市大平地区）
- 道路幅員
  - 一般部：27.0 m（車道：3.25 m×2 + 中央分離帯（ゼブラゾーン）：3.5 m + 路肩：0.75 m×2 + 保護路肩：0.50 m×2 + 自転車道：2.75 m×2 + 歩道：4.50 m×2、いずれも暫定供用時）
  - 橋梁部：11.0 m（車道：3.25 m×2 + 路肩：1.25 m + 0.75 m + 自転車歩行者道：2.50 m）
  - トンネル部：10.75 m（車道：3.25 m×2 + 路肩：0.50 m×2 + 自転車歩行者道：2.50 m + 検査路：0.75 m）
- 車線数：暫定2車線（完成4車線）
- 車線幅員：3.25 m
- 設計速度：60 km/h
- 事業費：500億円（暫定計画全体）[6]、206億円[7]（第1期工区分：計画時は150億円）
- 都市計画道路名称[8]
  - 3.4.23沼津静浦線（代表車線数4車線、代表道路幅員17 m、延長8,530 mの一部）
  - 3.5.59静浦長岡線（代表車線数2車線、代表道路幅員14 m、延長60 m）
  - 3.6.50静浦長岡線（代表車線数2車線、代表道路幅員09 m、延長1,160 m）

当面は暫定2車線で整備するため、橋梁部及びトンネル部は南側（上り）のみを建設する予定である。

## 静浦有料道路（静浦バイパスへの有料道路方式の導入）
未整備となっている第2期工区の約4.4 kmは公共事業と有料道路事業で整備されるため有料道路区間となり、未開通ながら「伊豆中央道・修善寺道路」と合併採算制が設定されており、料金徴収期限が2057年3月8日までに設定されている。

## 沿革
- 1992年（平成4年）：都市計画決定（都市計画道路沼津静浦線）
- 1994年（平成6年）：事業着手（測量、調査、設計）
- 1995年（平成7年）：用地買収開始
- 2001年（平成13年）：下香貫地区で工事着手
- 2012年（平成24年）：下香貫地区の用地買収完了
- 2013年（平成25年）：大平地区の地盤改良工事着手
- 2014年（平成26年）：（仮称）静浦1号トンネル工事着手、（仮称）大平高架橋下部工事着手
- 2015年（平成27年）2月：（仮称）静浦1号トンネル掘削開始[10]
- 2016年（平成28年）9月：（仮称）静浦1号トンネルの名称が「沼津アルプストンネル」に決定[11]
- 2018年（平成30年）2月：沼津アルプストンネルが貫通[12]
- 2023年（令和5年）3月27日：第1期工区（沼津市下香貫 - 同市大平）、暫定供用開始
- 2038年：第2期工区（沼津市 - 伊豆の国市）開通予定[5]

## 主な構造物
沼津アルプストンネルは、2018年（平成30年）2月15日貫通。
- 沼津アルプストンネル（延長1,177 m、計画時は1,165m：NATM工法）
  - 大平側トンネル坑口法面は、当初は切土と鉄筋挿入及び植生吹付を予定していたが、地質が脆い凝灰岩だったため、グラウンドアンカー工法と高張力ネットによる対策工事を行っている[13]。
- 大平高架橋[14] - ベント併用クローラクレーン架設工法[15]
  - 本線：123.0m（鋼3径間連続非合成鈑桁橋）
  - オンランプ（上り道）：36.9 m（鋼単純非合成鈑桁橋）
  - オンランプ（下り道）：39.6 m（鋼単純非合成鈑桁橋）
- （仮称）静浦2号トンネル（全長1,735 m）

## 主な接続道路
以下は、接続予定も含む。
- 静岡県道139号原木沼津線（接続道路で連絡）
- 静岡県道134号静浦港韮山停車場線
- 伊豆中央道（国道136号バイパス）

## インターチェンジなど
- 施設名欄の背景色が■である部分は施設が供用されていない、または完成していないことを示す。未開通区間・未供用施設の施設名は仮称。

| 施設名       | 接続路線名                                        | 起点 から （km） | 備考                           | 所在地 | 所在地     |
| ------------ | ------------------------------------------------- | ---------------- | ------------------------------ | ------ | ---------- |
| 島郷橋交差点 | 国道414号（現道）                                 | 6.9              |                                | 静岡県 | 沼津市     |
| 沼津大平IC   | 静岡県道139号原木沼津線（接続道路で連絡）         | 4.4              |                                | 静岡県 | 沼津市     |
| 口野IC       | 静岡県道134号静浦港韮山停車場線                   |                  | 沼津方面ハーフインターチェンジ | 静岡県 | 沼津市     |
| 長岡北IC     | 伊豆中央道（国道136号バイパス） 国道414号（現道） | 0.0              |                                | 静岡県 | 伊豆の国市 |